# Radyvylivský rajón
Radyvylivský rajón (ukrajinsky Радивилівський район) byl rajón ve Rovenské oblasti na Ukrajině. Hlavním městem byl Radyvyliv a rajón měl přibližně 37 tisíc obyvatel. 

## Sídla v rajónu
- Radyvyliv